# 119-й меридіан східної довготи
119-й меридіан східної довготи — лінія довготи, що лежить на 119 градусів східніше Гринвіцького меридіана. Вона проходить від Північного полюса через Північний Льодовитий океан, Азію, Індійський океан, Австралазію, Південний океан та Антарктиду до Південного полюса.
119-й меридіан східної довготи формує велике коло разом із 61-шим меридіаном західної довготи.

## Список географічних об'єктів, що перетинає 119° сх. д.
Починаючи на Північному полюсі та рухаючись до Південного полюса, 119-й меридіан східної довготи проходить через:
| Координати                                                   | Країна, територія або море | Примітки                                                                                       |
| ------------------------------------------------------------ | -------------------------- | ---------------------------------------------------------------------------------------------- |
| 90°0′ пн. ш. 119°0′ сх. д. / 90.000° пн. ш. 119.000° сх. д.  | Північний Льодовитий океан |                                                                                                |
| 78°29′ пн. ш. 119°0′ сх. д. / 78.483° пн. ш. 119.000° сх. д. | Море Лаптєвих              |                                                                                                |
| 73°7′ пн. ш. 119°0′ сх. д. / 73.117° пн. ш. 119.000° сх. д.  | Росія                      |                                                                                                |
| 49°59′ пн. ш. 119°0′ сх. д. / 49.983° пн. ш. 119.000° сх. д. | КНР                        | Внутрішня Монголія                                                                             |
| 47°44′ пн. ш. 119°0′ сх. д. / 47.733° пн. ш. 119.000° сх. д. | Монголія                   |                                                                                                |
| 46°47′ пн. ш. 119°0′ сх. д. / 46.783° пн. ш. 119.000° сх. д. | КНР                        | Внутрішня Монголія Хебей Ляонін Хебей                                                          |
| 39°12′ пн. ш. 119°0′ сх. д. / 39.200° пн. ш. 119.000° сх. д. | Жовте море                 | Бохайська затока                                                                               |
| 37°56′ пн. ш. 119°0′ сх. д. / 37.933° пн. ш. 119.000° сх. д. | КНР                        | Проходить через Шаньдунський півострів                                                         |
| 37°38′ пн. ш. 119°0′ сх. д. / 37.633° пн. ш. 119.000° сх. д. | Жовте море                 | Затока Лайчжоу[en]                                                                             |
| 37°17′ пн. ш. 119°0′ сх. д. / 37.283° пн. ш. 119.000° сх. д. | КНР                        | Шаньдун Цзянсу Аньхой Цзянсу Аньхой Чжецзян Фуцзянь                                            |
| 24°56′ пн. ш. 119°0′ сх. д. / 24.933° пн. ш. 119.000° сх. д. | Південнокитайське море     |                                                                                                |
| 10°27′ пн. ш. 119°0′ сх. д. / 10.450° пн. ш. 119.000° сх. д. | Філіппіни                  | Проходить через острів Палаван                                                                 |
| 10°0′ пн. ш. 119°0′ сх. д. / 10.000° пн. ш. 119.000° сх. д.  | Море Сулу                  |                                                                                                |
| 5°25′ пн. ш. 119°0′ сх. д. / 5.417° пн. ш. 119.000° сх. д.   | Малайзія                   | Проходить через острів Калімантан Сабах                                                        |
| 5°3′ пн. ш. 119°0′ сх. д. / 5.050° пн. ш. 119.000° сх. д.    | Море Сулавесі              | Проходить східніше миса Мангкаліхат[en] на острові Калімантан, Індонезія                       |
| 1°1′ пн. ш. 119°0′ сх. д. / 1.017° пн. ш. 119.000° сх. д.    | Макасарська протока        |                                                                                                |
| 2°37′ пд. ш. 119°0′ сх. д. / 2.617° пд. ш. 119.000° сх. д.   | Індонезія                  | Проходить через острів Сулавесі                                                                |
| 3°32′ пд. ш. 119°0′ сх. д. / 3.533° пд. ш. 119.000° сх. д.   | Макасарська протока        |                                                                                                |
| 5°24′ пд. ш. 119°0′ сх. д. / 5.400° пд. ш. 119.000° сх. д.   | Яванське море              |                                                                                                |
| 6°20′ пд. ш. 119°0′ сх. д. / 6.333° пд. ш. 119.000° сх. д.   | Флореське море             | Проходить повз низку острівців Індонезії · Проходить західніше острова Сангеанг[de], Індонезія |
| 8°24′ пд. ш. 119°0′ сх. д. / 8.400° пд. ш. 119.000° сх. д.   | Індонезія                  | Проходить через острів Сумбава                                                                 |
| 8°45′ пд. ш. 119°0′ сх. д. / 8.750° пд. ш. 119.000° сх. д.   | Протока Сумба              |                                                                                                |
| 9°27′ пд. ш. 119°0′ сх. д. / 9.450° пд. ш. 119.000° сх. д.   | Індонезія                  | Проходить через острів Сумба                                                                   |
| 9°38′ пд. ш. 119°0′ сх. д. / 9.633° пд. ш. 119.000° сх. д.   | Індійський океан           |                                                                                                |
| 20°2′ пд. ш. 119°0′ сх. д. / 20.033° пд. ш. 119.000° сх. д.  | Австралія                  | Західна Австралія                                                                              |
| 34°27′ пд. ш. 119°0′ сх. д. / 34.450° пд. ш. 119.000° сх. д. | Індійський океан           | Австралія визнає цю акваторію частиною Південного океану[1][2]                                 |
| 60°0′ пд. ш. 119°0′ сх. д. / 60.000° пд. ш. 119.000° сх. д.  | Південний океан            |                                                                                                |
| 66°55′ пд. ш. 119°0′ сх. д. / 66.917° пд. ш. 119.000° сх. д. | Антарктида                 | Проходить через Австралійську антарктичну територію (претендує Австралія)                      |